# Banca di Credito Cooperativo del Veneziano
La Banca di Credito Cooperativo del Veneziano (in breve Banca del Veneziano) è stata una banca di credito cooperativo con sede a Bojon, in provincia di Venezia. A far data dal 1º gennaio 2017 è stata incorporata dalla padovana Banca Annia (con sede a Cartura), che così è diventata Banca di Credito Cooperativo di Venezia, Padova e Rovigo.

## Storia
La banca è nata il 18 dicembre 1994 dalla fusione di due casse rurali della provincia di Venezia: la Cassa Rurale ed Artigiana di Bojon di Campolongo Maggiore e la Cassa Rurale ed Artigiana di Pramaggiore, fondate rispettivamente il 24 febbraio 1963 e il 15 febbraio 1964.
La sede era situata nella frazione di Bojon del comune di Campolongo Maggiore, mentre la direzione generale si trovava a Mira in Riviera Matteotti 14 nello storico Palazzo Zollio, restaurato grazie all'intervento dell'istituto di credito. La banca operava nella provincia di Venezia tramite una rete commerciale di 24 sportelli che coprivano quasi per intero il territorio provinciale: Arino di Dolo, Bojon di Campolongo Maggiore, Caltana, Campagna Lupia, Camponogara, Caorle, Cavallino-Treporti, Concorda Sagittaria, Dolo, Eraclea, Fiesso d'Artico, Fossò, Liettoli, Malcontenta, Mestre, Mira, Oriago, Pramaggiore, Prozzolo, San Donà di Piave, San Pietro di Stra, San Stino di Livenza, Sottomarina, Venezia.
Dopo un quindicennio di incessante crescita dimensionale che l'aveva condotta ad essere una delle maggiori banche di credito cooperativo del Veneto, nel 2010 la banca è stata oggetto di un'ispezione della Banca d'Italia che ha rilevato gravi irregolarità di vigilanza e di controllo del credito, sanzionate il 17 agosto 2011 con un'ammenda complessiva di 270.000 euro a carico del consiglio di amministrazione e del collegio sindacale. Nei giorni immediatamente successivi all'ispezione, il direttore generale Alessandro Arzenton aveva presentato le proprie dimissioni, venendo sostituito da Luca De Mattia, proveniente da altra BCC regionale, dove ricopriva lo stesso ruolo.

## Amministrazione straordinaria
Nell'estate del 2012 la sede della banca è stata perquisita dalla Guardia di Finanza nell'ambito delle indagini condotte sul fallimento del gruppo Gavioli dalla Procura della Repubblica di Napoli. Nell'ambito delle indagini, miranti a ricostruire eventuali illeciti nella concessione del credito alla società Enerambiente Spa, sono stati destinatari di provvedimento cautelare (arresti domiciliari), tra gli altri, tre dipendenti dell'Istituto di credito (tra cui l'ex direttore generale Arzenton); la banca si è dichiarata parte lesa e ha adottato provvedimenti disciplinari contro di essi.
Dal 4 settembre al 14 dicembre dello stesso anno la Banca veniva sottoposta a ulteriore ispezione della Banca d'Italia che rilevava la permanenza di carenze gestionali e di controllo, sanzionate il 3 dicembre 2013 con un'ammenda complessiva di 519.500 euro a carico degli amministratori e dei sindaci allora in carica, nonché del direttore generale dott. De Mattia, nel frattempo passato alla direzione della consorella B.c.c. Crediveneto con sede in Montagnana (PD).
Conseguentemente, il 12 marzo 2013 il Ministro dell'Economia e delle Finanze, su proposta della Banca d'Italia, ha disposto con proprio decreto lo scioglimento degli organi con funzioni di amministrazione e controllo della banca e la sottoposizione della stessa ad amministrazione straordinaria, ai sensi dell'art. 70, comma 1, lett. a), del Testo unico delle leggi in materia bancaria e creditizia. "Con provvedimento della Banca d'Italia del 12 marzo 2013 sono stati nominati gli Organi straordinari nelle persone dei sigg. rag. Mauro Boscolo e dott. Federico Terrinoni, quali Commissari straordinari, e avv. Raffaello Carinci, prof. Matteo Rescigno, dott. Giuseppe Vidau, quali Componenti del Comitato di Sorveglianza. La proposta è stata formulata a seguito delle risultanze di accertamenti ispettivi avviati dalla Banca d'Italia che hanno fatto complessivamente emergere l'inadeguatezza degli assetti di governance e dei controlli interni."
La decadenza dalla presidenza di Amedeo Piva ha portato anche alla sua destituzione dalla presidenza della commissione regionale del Veneto dell'ABI e dalla vicepresidenza della Federazione veneta delle Bcc.
Dal 28 agosto 2013 il rag. Mauro Boscolo è rimasto Commissario unico della banca.
Nel frattempo, nei successivi sviluppi dell'inchiesta della Procura di Napoli sulla vicenda Enerambiente sono stati formalmente indagati, tra gli altri, anche lo stesso ex presidente Amedeo Piva, il nuovo direttore generale rag. Giorgio Callegari e l'ex direttore generale dott. De Mattia. Tuttavia, nella primavera del 2014 la Corte d'Appello di Venezia ha decretato la revoca del fallimento della medesima Società.
Il primo novembre 2014 la banca è tornata in bonis e con l'assemblea dei soci del 26 ottobre 2014 sono stati ricostituiti gli organi sociali con la nomina del dott. Francesco Borga quale presidente del consiglio d'amministrazione.

## Smembramento
Nel corso del 2016 la banca cede alla BCC Pordenonese le sei filiali del Veneto Orientale, che erano state portate in dote dalla Cassa Rurale ed Artigiana di Pramaggiore. Contemporaneamente il consiglio di amministrazione, con soli quattro voti favorevoli su sette, approva il progetto di fusione per incorporazione nella BCC Annia, con sede a Cartura; la fusione ha efficacia dal 1º gennaio 2017.